# ریکاردو مناستریو
ریکاردو مناستریو (به انگلیسی: Ricardo Monasterio) (زادهٔ ۲۲ اکتبر ۱۹۷۸) شناگر اهل ونزوئلا است.